# National Rugby League 1990
La New South Wales Rugby Football League de 1990 fue la 83.ª edición del torneo de rugby league más importante de Australia.

## Formato
Los clubes se enfrentaron en una fase regular de todos contra todos, los seis equipos mejor ubicados al terminar esta fase clasificaron a la postemporada.
Se otorgaron 2 puntos por el triunfo, 1 por el empate y ninguno por la derrota.

## Desarrollo

### Tabla de posiciones
| Pos. | Equipo                        | Encuentros | Encuentros | Encuentros | Encuentros | Tantos | Tantos | Tantos | Puntos |
| Pos. | Equipo                        | PJ         | PG         | PE         | PP         | F      | C      | Dif    | Puntos |
| ---- | ----------------------------- | ---------- | ---------- | ---------- | ---------- | ------ | ------ | ------ | ------ |
| 1    | Canberra Raiders              | 22         | 16         | 1          | 5          | 532    | 245    | +287   | 33     |
| 2    | Brisbane Broncos              | 22         | 16         | 1          | 5          | 478    | 278    | +200   | 33     |
| 3    | Penrith Panthers              | 22         | 15         | 1          | 6          | 415    | 286    | +129   | 31     |
| 4    | Manly-Warringah Sea Eagles    | 22         | 15         | 0          | 7          | 395    | 255    | +125   | 30     |
| 5    | Balmain Tigers                | 22         | 14         | 0          | 8          | 432    | 284    | +148   | 28     |
| 6    | Newcastle Knights             | 22         | 13         | 2          | 7          | 344    | 305    | +39    | 28     |
| 7    | Canterbury-Bankstown Bulldogs | 22         | 12         | 1          | 9          | 354    | 291    | +65    | 25     |
| 8    | Parramatta Eels               | 22         | 12         | 1          | 9          | 387    | 347    | +40    | 25     |
| 9    | Illawarra Steelera            | 22         | 11         | 1          | 10         | 366    | 361    | +5     | 23     |
| 10   | Cronulla-Sutherland Sharks    | 22         | 11         | 0          | 11         | 370    | 359    | +11    | 22     |
| 11   | North Sydney Bears            | 22         | 10         | 0          | 12         | 322    | 298    | +24    | 20     |
| 12   | St. George Dragons            | 22         | 8          | 0          | 14         | 371    | 399    | -28    | 16     |
| 13   | Western Suburbs Magpies       | 22         | 6          | 1          | 15         | 323    | 433    | -110   | 13     |
| 14   | Eastern Suburbs               | 22         | 6          | 1          | 15         | 283    | 547    | -264   | 13     |
| 15   | Gold Coast Chargers           | 22         | 4          | 0          | 18         | 233    | 567    | -334   | 8      |
| 16   | South Sydney                  | 22         | 2          | 0          | 20         | 302    | 652    | -350   | 4      |

|  | Postemporada. |

### Postemporada

#### Playoff
| 28 de agosto | Balmain Tigers | 12 - 4 | Newcastle Knights |  |  |

#### Finales clasificatorias
| 1 de septiembre | Manly-Warringah Sea Eagles | 16 - 0 | Balmain Tigers |  |  |

| 2 de septiembre | Brisbane Broncos | 16 - 26 | Penrith Panthers |  |  |

#### Semifinales
| 8 de septiembre | Brisbane Broncos | 12 - 4 | Manly-Warringah Sea Eagles |  |  |

| 9 de septiembre | Canberra Raiders | 12 - 30 | Penrith Panthers |  |  |

#### Final Preliminares
| 16 de septiembre | Canberra Raiders | 32 - 4 | Brisbane Broncos |  |  |

#### Final
| 23 de septiembre | Canberra Raiders | 18 - 14 | Penrith Panthers | Sydney Football Stadium, Sídney |  |
|                  |                  |         |                  | Asistencia: 41.535 espectadores |  |

| Bandera de Australia     |
| Campeón Canberra Raiders |
| Segundo título           |